# Att uppfinna ensamheten
Att uppfinna ensamheten (original: The Invention of Solitude, 1982) är en självbiografisk bok av Paul Auster. Den kom 1992 i svensk översättning.
Boken består av två delar, Porträtt av en osynlig man och Minnets bok. I den första mediterar Auster över sin fars plötsliga död och hur dennes kvarlämnade tillhörigheter kastar ett nytt och oväntat ljus över hans liv. I den andra delen vidgas perspektivet till en personlig betraktelse över slump, öde och ensamhet. Just de teman som senare blivit de ständigt återkommande inslagen i Austers författarskap.